# Leo Varadkar
Leo Varadkar (Castleknock, 18 de janeiro de 1979) é um político irlandês do partido Fine Gael que serviu um primeiro mandato como primeiro-ministro do seu país de 2017 a 2020 e um segundo de 17 de dezembro de 2022 a 9 de abril de 2024. 
Varadkar foi eleito líder do seu partido em 2 de junho de 2017 e quase duas semanas depois foi apontado como Taoiseach (primeiro-ministro) pelo presidente da República da Irlanda, sendo confirmado pela Dáil Éireann (o parlamento), em acordo com o Artigo 13 da constituição do país. Laradkar é Teachta Dála (parlamentar) desde 2007, representando o distrito oeste de Dublin. Ele anteriormente serviu como chefe dos ministérios da Proteção Social (de 2016 a 2017), da Saúde (de 2014 a 2016) e do Transporte, Turismo e Esporte (de 2011 a 2014).
Varadkar nasceu em Dublin, filho de um imigrante indiano e uma irlandesa, e estudou medicina na Trinity College. Após vários anos como residente, ele se tornou, em 2010, um médico de família.
Em 2004, ele entrou para a política no Condado de Fingal e serviu como vice-prefeito de lá até sua própria eleição para a Dáil Éireann em 2007. Ele foi imediatamente promovido pela Oposição Oficial, por Enda Kenny,  como porta-voz para Empresas, Comércios e Emprego, mantendo-se nesta posição 2010 antes de ir para o Ministério das Comunicações, Energia e Recursos Naturais.
Após a formação de um Governo de Coalizão em março de 2011, ele foi apontado como ministro dos Transportes, Turismo e Energia. Uma reformulação no gabinete, em 2014, fez Varadkar ser apontado como chefe do Ministério da Saúde. Em janeiro de 2015, ele deu uma entrevista para a Rádio RTÉ onde afirmou publicamente, pela primeira vez, ser gay. Em maio de 2016, foi apontado para o Ministério da Proteção Social.
Em maio de 2017, Enda Kenny anunciou sua renúncia como líder da Fine Gael. Varadkar imediatamente se candidatou a sucedê-lo. Ele concorreu pela posição contra Simon Coveney, o então Ministro da Habitação, e venceu com 60% dos votos. Em 2 de junho de 2017, foi anunciado oficialmente que Varadkar fora eleito Líder do seu partido. Duas semanas depois, a 14 de junho, foi formalmente apontado como primeiro-ministro do país.
Varadkar foi o primeiro chefe de governo irlandês, e o quarto no mundo, a ser abertamente homossexual enquanto esteve na liderança de seu país. Ele também é o primeiro taoiseach irlandês de ascendência indiana. A revista The Economist afirmou: "Não desde os tempos de Éamon de Valera a Irlanda tem um líder tão reconhecido globalmente como Leo Varadkar."
Em 17 de dezembro de 2022, Varadkar foi nomeado novamente primeiro-ministro, substituindo Micheál Martin. Após dois anos, ele renunciou ao cargo em abril de 2024.